# Guppyella
Guppyella es un género de foraminífero bentónico de la familia Textulariellidae, de la superfamilia Ataxophragmioidea, del suborden Ataxophragmiina y del orden Loftusiida. Su especie tipo es Goesella miocenica. Su rango cronoestratigráfico abarca desde el Burdigaliense (Mioceno inferior) hasta la Actualidad.

## Discusión
Clasificaciones previas incluían Guppyella en el suborden Textulariina del orden Textulariida o en el orden Lituolida.

## Clasificación
Guppyella incluye a las siguientes especies:
- Guppyella miocenica
- Guppyella pozonensis